# Ällatjärnen
Ällatjärnen är en sjö i Kramfors kommun i Ångermanland och ingår i Nätraån-Ångermanälvens kustområde. Sjöns area är 0,04 kvadratkilometer och den befinner sig 296 meter över havet.